# Cour des commissaires
La cour des commissaires était un tribunal québécois créé dans certaines localités québécoises aux XIXe et XXe siècles. Ces cours visaient à permettre aux résidents de régions rurales d'avoir un tribunal de proximité pour rendre des décisions portant sur de petites sommes d'argent. Les commissaires n'étaient pas des juristes et jugeaient en fonction de l'équité.
Les cours des commissaires ont existé de 1821[à vérifier] à 1965, mais ont surtout été actives au XIXe siècle.

Analysant les décisions de la cour des commissaires de Saint-Raymond de Portneuf, le professeur Normand constate : 

« La Cour des commissaires est utilisée, d'abord et avant tout, par les marchands, les cultivateurs qui vendent des biens agricoles, les prêteurs et la municipalité pour  recouvrer les sommes qui leur sont dues. À l'occasion des journaliers ou des ouvriers y recourent, mais cela est plutôt marginal dans l'activité de la cour. La cour permettait, sans dépenser des sommes importantes en déplacement ou en honoraires d'avocat, d'obtenir paiement des comptes »

## Juridiction

### Juridiction matérielle
La cour des commissaires était responsable d'entendre des litiges sur certains matières personnelles et mobilières, de même que certains litiges portant sur les taxes municipales.
La valeur des litiges devant les commissiaires ne pouvaient dépasser 25 $, puis a été porté à 39 $ en 1904.
Cette juridiction était concurrente avec celle de la Cour de circuit.

### Juridiction territoriale
La juridiction des commissiaires était délimitée au territoire d'un localité, souvent rural. La juridiction territoriale se fondait sur le domicile du défendeur, mais les commissaires pouvaient parfois entendre des causes qui visaient des défendeurs ou des actions nés dans un rayon de 30 miles

## Cours mises sur pied
Selon l'époque, il y a eu environ 300 cours mises sur pied sur le territoire québécois. Par contre, leur taux d'activité était relativement faible. En 1880, seules 55 % des cours avaient entendu une cause et ce nombre chute à 15 % en 1920.
Il ne pouvait y avoir de commissaires dans certaines agglomérations comme Montréal, Québec, Trois-Rivières ou Saint-Hyacinthe.

## Contestation
Les décisions de la cour des commissaires peuvent parfois être contesté devant la Cour de circuit.

## Sources
- Canada, Québec. « Code de procédure civile de la province de Québec »
- J.-A. Chagnon, Manuel de la Cour des commissaires. Droit, jurisprudence et procédure, Berthier, Gazette, s.d.
- Cour du Québec, « Capsules historiques : Cour du Québec », s.d. (consulté le 25 février 2018)
- Cour suprême du Canada, Procureur général du Québec c. Grondin, 3 novembre 1983 (lire en ligne), [1983] 2 R.C.S. 364
- Sylvio Normand, « Justice  civile et communauté  rurale au  Québec,  1880-1920 », Les Cahiers de droit, vol. 25, no 3,‎ 1984, p. 579–615 (lire en ligne, consulté le 25 février 2018)
- A. Olivier, Manuel de la Cour des commissaires de la province de Québec, Montréal, C. Théoret, 1902
- Denis M. Racine, La Cour des commissaires du Québec : son histoire et ses membres (1821-1965), Québec, D. Racine, 1996, 199 p.